# Sadova (Dolj)
Sadova es una comuna ubicada en el distrito de Dolj, Rumania.

## Superficie
Posee una superficie de 111,6 kilómetros cuadrados.

## Demografía
Hasta 2021 la población era de 8361 habitantes, con una densidad de población de 74,93 habitantes por kilómetro cuadrado.